# Duda Pamplona
Eduardo Pamplona (Rio de Janeiro, 27 de janeiro de 1978) é um piloto brasileiro de automobilismo.
Em 1997 tornou-se campeão brasileiro de Fórmula Chevrolet.
Em 2001 estreou  na Stock Car, conquistando sua primeira vitória na categoria em 2007, na pista do Autódromo de Jacarepaguá, com uma incrível ultrapassagem sobre o pole-position Ricardo Sperafico, que terminou essa prova em segundo lugar.